# شيفكي كوكي

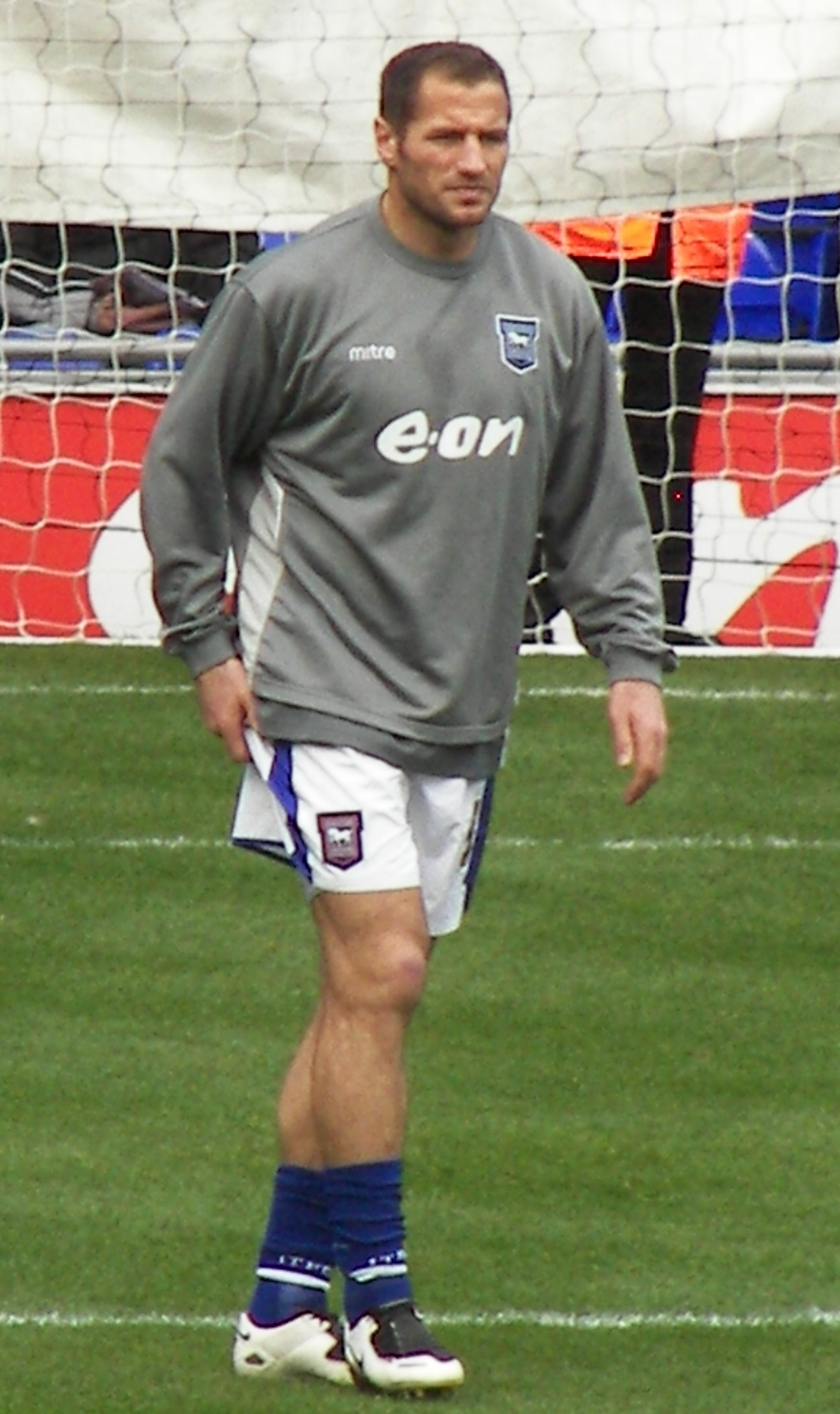

شيفكي كوكي (بالفنلندية: Shefki Kuqi)‏ (مواليد 10 نوفمبر 1976 في فوتشيترن) لاعب كرة قدم فنلندي دولي يجيد اللعب في خط الهجوم . يلعب حاليا لصالح نادي سوانسي سيتي الإنجليزي منذ 2010 .

## روابط خارجية
- شيفكي كوكي على موقع الاتحاد الدولي (مؤرشف)  (الإنجليزية)
- شيفكي كوكي على موقع الاتحاد الأوربي (الإنجليزية)
- شيفكي كوكي على موقع إي إس بي إن إف سي (الإنجليزية)
- شيفكي كوكي على موقع قاعدة بيانات كرة القدم.إي يو (الإنجليزية)
- شيفكي كوكي على موقع ناشيونال فوتبول تيمز (الإنجليزية)
- شيفكي كوكي على موقع Soccerbase.com (لاعب) (الإنجليزية)
- شيفكي كوكي على موقع Soccerway.com (الإنجليزية)
- شيفكي كوكي على موقع عالم كرة القدم.نت (الإنجليزية)
- شيفكي كوكي على موقع كووورة